# 克里斯托旺·費雷拉

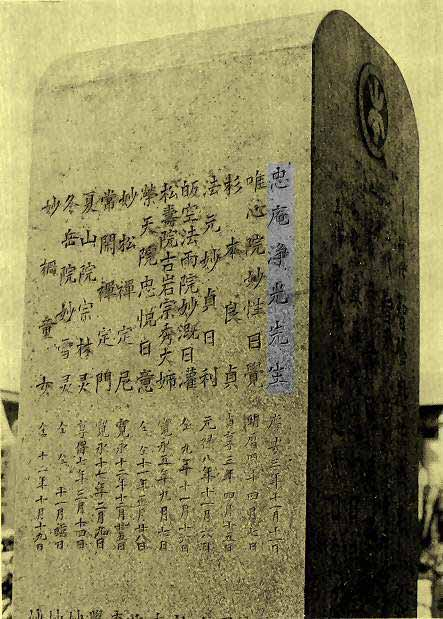
克里斯托旺·費雷拉與其女婿一家葬在一起。圖為刻有費雷拉和式姓名的石碑，現存於日本東京都台東區的瑞輪寺內。

克里斯托旺·費雷拉（葡萄牙語：Cristóvão Ferreira，約1580年—1650年11月4日）是一位葡萄牙籍天主教神父與耶穌會傳教士；其在日本傳教時遭當時實施禁教的江戶幕府折磨與迫害，最終因此叛教，改名澤野忠庵（日语：／ Sawano Chūan）。

## 早年生活
費雷拉於1580年左右生於葡萄牙西部城鎮托雷斯韋德拉什。在成為神父後，費雷拉奉耶穌會之命前往亞洲，並於1609年至1633年間在日本傳教。

## 叛教
1633年，費雷拉遭當時實施禁教政策的江戶幕府逮捕。在經歷五個小時的連續刑求後，費雷拉宣布棄教；稍後更將其名改為日本式姓名「澤野忠庵」。他遵照當時日本法律的規定在一所佛寺內皈依，自稱是「禪宗的信徒」；然而，在他的私人著作中，費雷拉表明他尊崇的是自然法的哲學：
環視世界，可發見萬物皆被賦予其本質與價值：鳥類或野獸、昆蟲或魚兒、青草或樹木、土地或岩石、空氣或水，每樣事物皆有其價值。這全都是大自然的傑作。人類作為萬物之首，天堂已透過自然萬物賦予我們仁慈、正義、紀律與睿智。

## 叛教後的生活
在叛教後，費雷拉迎娶了一位日本女性並寫了幾本書，其中包括關於西方天文學與醫學等知識的著作；這些書籍在江戶時代廣為流傳。據信他也於1636年撰寫了一本名為《顯偽錄》的宗教書籍，然而該書並未出版，且其作者是否就是費雷拉至今仍有爭議。此外，他還參與了數場針對耶穌會傳教士的審判。在江戶幕府要求西方人士或教徒踩踏耶穌基督聖像以確認其信仰傾向（即「踏繪」）時，費雷拉亦多半在場。

## 死亡
費雷拉於1650年在長崎逝世。根據記載，費雷拉在臨終前回復天主教信仰，並因此遭江戶幕府刑求，最終以殉道者的身份去世。

## 大眾文化
日本作家遠藤周作的著作《沉默》即描述了費雷拉叛教後的故事。
1971年的電影《沉默》中由日本演員丹波哲郎飾演克里斯托旺·費雷拉；在2016年的同名電影中則由美國演員連恩·尼遜飾演費雷拉。
在1996年的葡萄牙戲劇電影《亞洲之眼》，由演員約翰·佩里飾演費雷拉。

## 延伸閱讀
- George Elison (1988). Deus destroyed: the image of Christianity in early modern Japan.
- （日語） Miyanaga Takashi (2004). Nihon Yōgakushi: Po, Ra, Ran, Ei, Doku, Futsu, Rogo no juyō. Tokyo: Sanshūsha, p. 50. ISBN 4-384-04011-3
- （法文） La Supercherie dévoilée. Une Réfutation du Catholicisme au Japon au XVIIe Siècle, annotated by Jacques Proust, Paris, éditions Chandeigne, 2013. ISBN 978-2-915540-97-0
- （意大利文） Daniello Bartoli, Istoria della Compagnia di Gesù,Il Giappone (1660), V, 12, "Apostasia del Ferreira, suo ravvedimento, e morte" （页面存档备份，存于）

## 外部連結
- The Christian Century in Japan, by Charles Boxer
- The case of Christóvão Ferreira, by Hubert Cieslik